# Gemakswinkel

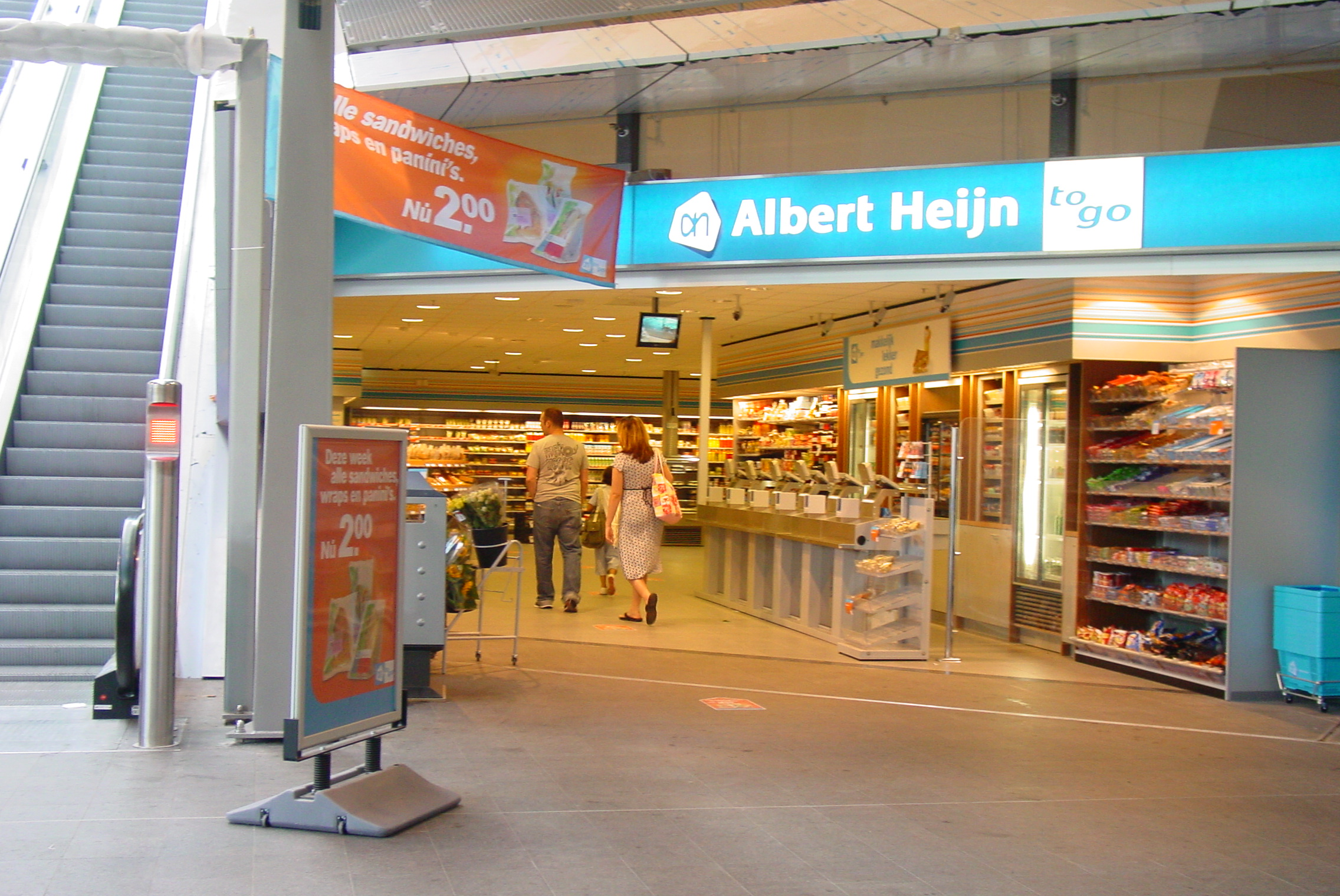
AH to go in Station Amsterdam Bijlmer ArenA

Een gemakswinkel is een op een kleine supermarkt lijkende winkel, die gelegen is in de onmiddellijke nabijheid van plaatsen waar grote groepen klanten komen, zoals spoorwegstations, tankstations, stadscentra en zelfs in ziekenhuizen. De winkels zijn bedoeld voor het gemak van de niet-prijskritische consument, in het bijzonder voor kleine, snelle aankopen. In Vlaanderen wordt eerder de term superette of kleine supermarkt gebruikt.
Gemakswinkels verschillen van supermarkten in de kleinere oppervlakte, vaak hogere prijzen en een beperkter assortiment. Meestal worden alleen voedsel en dranken verkocht, en zaken als sigaretten, tijdschriften en telefoonkaarten. Wel zijn de openingstijden ruimer. Sommige zijn zelfs 24 uur per dag open, afhankelijk van de locatie gelden er wetten voor verplichte sluitingstijden. Vaak zijn deze winkels op zon- en feestdagen geopend.
Indien er in een stedelijke of een meer landelijke leefomgeving vooral gemakswinkels zijn gevestigd in plaats van supermarkten, wordt er gesproken van een voedselwoestijn. 

## Wereldwijd
Gemakswinkels worden vooral aangetroffen in Noord-Amerika (in Engelstalige landen heten ze convenience stores) en Oost-Azië, voornamelijk in Japan waar de winkels bekend staan als konbini. De internationaal bekendste en meest succesvolle keten gemakswinkels is 7-Eleven, die oorspronkelijk uit de Verenigde Staten komt maar in Japans bezit is gekomen. Andere bekende gemakswinkels zijn Go-Mart, Circle K en Uni-Mart.

### Nederland
In Nederland duurde het tot na 2005 voor de gemakswinkel frequent deel ging uitmaken van het winkelaanbod. AH to go was pionier, in 2017 maakte Jumbo bekend aandacht te zullen gaan geven aan deze verkoopformule.

### België
België kent onder meer gemakswinkels van Proxy Delhaize (eerder ook City Delhaize), Carrefour Express en OKay (Colruyt Group).
- Bibliotheek van het Japanse parlement: 00952171